# Ankaraner Synagoge

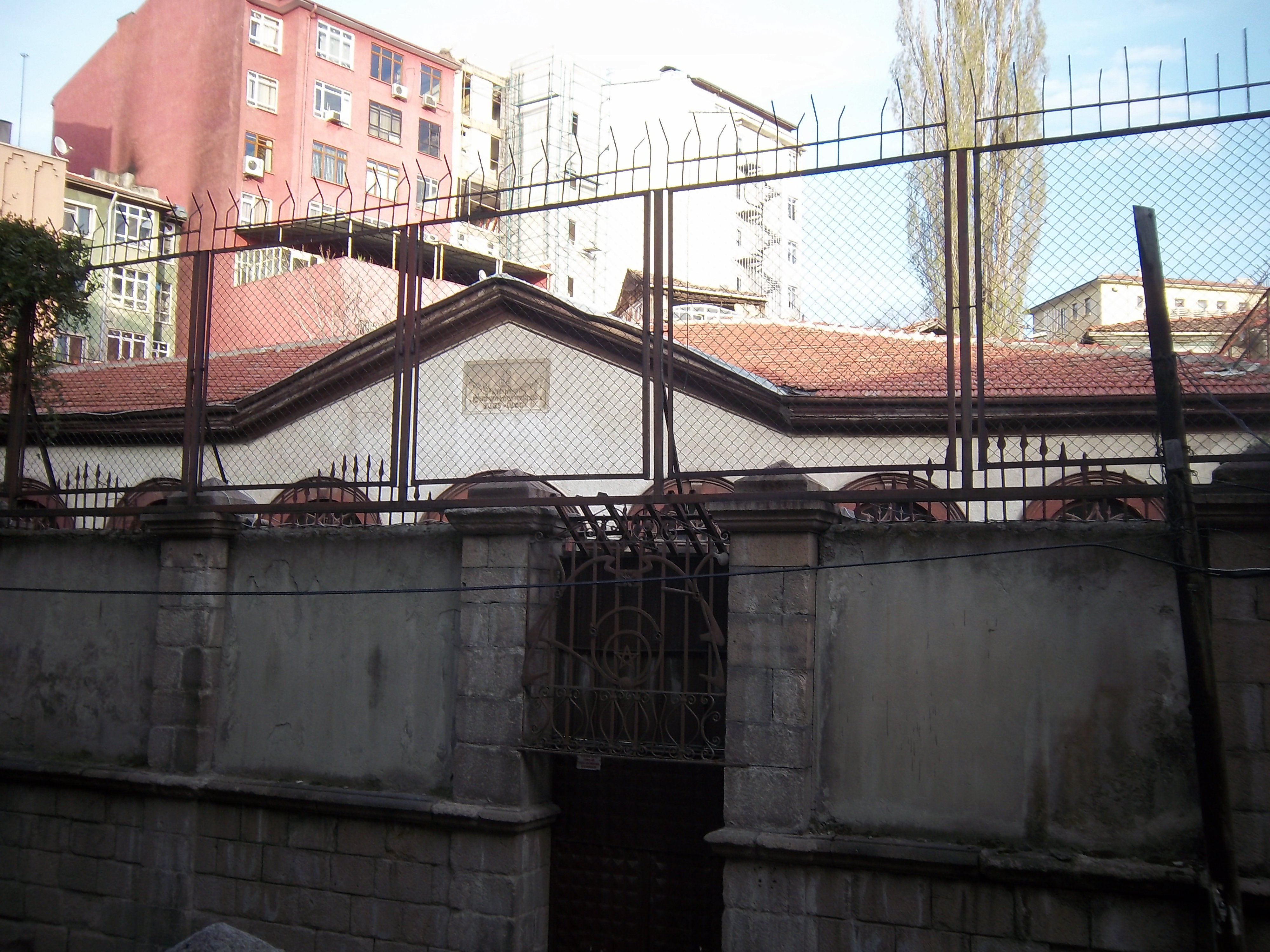
Blick auf die Synagoge Ankara

Die Ankaraner Synagoge (türkisch Ankara Yahudi Sinagogu) ist ein Gotteshaus der bereits seit der Zeit des römischen Kaisers Augustus existierenden jüdischen Gemeinde von Ankara. Sie bietet Platz für einige hundert Gläubige und ist die einzige noch existierende Synagoge der Stadt.
Die seit 750 Jahren genutzte, einst romaniotische, heute sefardische Synagoge steht an der Anafartalar-Straße und wurde 1840 nach dem Einsturz der bereits existierenden drei Synagogen neu errichtet sowie 1843 renoviert. 1892 wurden neben der Synagoge jeweils eine Schule für Mädchen und Jungen errichtet, die jedoch als Folge des Baus der Ankara-Istanbul-Bahn heute nicht mehr existieren. 1907 wurde die Synagoge von einem italienischen Architekten restauriert. Bis in die 1970er Jahre diente die Synagoge problemfrei als Gotteshaus, danach konnten jedoch durch den Wegzug zahlreicher Juden aus der Stadt selbst Sabbat-Gottesdienste kaum noch abgehalten werden. Von den 35 jüdischen Familien in Ankara lebt keine mehr in der Nähe der Synagoge. Am 14. Oktober 1972 wurde die Synagoge als „urbane Stätte ersten Grades“ registriert. Dennoch waren 1992 viele der bemalten Gläser und Fenster eingebrochen, auch ein Teil der verzierten Decke war heruntergerissen.
Die Synagoge ist ein einstöckiges Steingebäude ohne Kuppel und hat einen hoch ummauerten Hof. Zwischen den großen Rundbogenfenstern befindet sich in der Mitte ein Frontspoiler mit Spitzbogen für den Eingang. Auf dem Gelände befindet sich ein Brunnen mit alter hebräischer Marmor-Inschrift. Der Innenraum hat einen rechteckigen Grundriss, in der Mitte befindet sich ein durch zwei Stufen erhöhter Katheder auf einem rechteckigen Satz mit Holzgeländer am Rand. Auf drei Seiten zum Podium gibt es Sitzreihen aus Holz. Gegenüber dem Podium ist ein von vier Säulen getragener, schön verzierter Baldachin. In der Mitte der von Hand dekorierten und 500 Quadratmeter großen Decke ist über dem Podium eine sechseckige Deckenhalterung. Das Dach ist mit Ziegeln im türkischen Stil versehen.